# Élénie remarquable
Elaenia spectabilis
Espèce
Statut de conservation UICN

 LC  : Préoccupation mineure
L’Élénie remarquable (Elaenia spectabilis) est une espèce d'oiseaux de la famille des Tyrannidae.

## Répartition
Cet oiseau se trouve en Argentine, en Bolivie, au Brésil, en Colombie, en Équateur, au Paraguay, au Pérou et en Uruguay.

## Habitat
Son habitat naturel est la forêt tropicale humide des basses terres, et la forêt fortement dégradée.

## Systématique
D'après le Congrès ornithologique international, c'est une espèce monotypique.